# 上海民生现代美术馆
上海民生现代美术馆是2010年起开放的一座当代艺术博物馆，由中国民生银行发起和出资建立，不定期举办现代艺术特展。
2010年-2016年，美术馆位于上海市长宁区淮海西路570号；2017年-2018年迁址于上海市浦东新区世博大道1929号，原此地开办的上海二十一世纪民生美术馆则并入上海民生现代美术馆；2019年起，美术馆迁址于上海市静安区汶水路210号。後來上海民生现代美术馆又从静安搬到黄浦的民生支行楼上，並於2024年5月21日重新开馆。